# ジョン・ローレンス・スミス
ジョン・ローレンス・スミス（John Lawrence Smith、1818年12月17日 - 1883年10月12日）は、アメリカ合衆国の化学者、鉱物学者である。
ケンタッキー州ルイビルに生まれた。バージニア大学、サウスカロライナ医科大学 (Medical College of South Carolina) で学んだ後、ドイツでユストゥス・フォン・リービッヒに学び、パリでテオフィル＝ジュール・ペルーズのもとで学んだ。1844年にサウスカロライナ州チャールストンで開業医になり、Medical and Surgical Journal of South Carolina を創刊した。
1846年から1850年の間、トルコ政府のために、鉱物資源の研究を行い、石炭の鉱脈、クロム鉱石、ナクソス島の有名なエメリー鉱石の鉱脈を発見した。1850年にはルイジアナ大学（現在のチューレーン大学）の化学の教授を務め、倒立型顕微鏡を発明した。その後バージニア大学の化学の教授を務めた。
1872年にアメリカ科学振興協会の会長となり、1877年にアメリカ化学会の会長となった。
著書に Mineralogy and Chemistry, Original Researches がある。隕石の収集を行ったことでも知られ、スミスのコレクションは没後、ハーバード大学に寄贈された。